# James Todd Graves
Pour les articles homonymes, voir Graves.
James Todd Graves, né le 27 mars 1963 à Ruston, est un tireur sportif américain.

## Biographie
Après avoir participé aux Jeux olympiques de 1992 et 1996 en ne parvenant pas à atteindre les dix premières places, James Todd Graves remporte à Sydney lors des Jeux olympiques d'été de 2000 la médaille de bronze olympique en skeet. Il termine neuvième de l'épreuve aux Jeux olympiques de 2004 se tenant à Athènes.